# 亞雷姆基夫
49°40′32″N 23°27′36″E / 49.67556°N 23.46000°E
亞雷姆基夫（烏克蘭語：Яремків），是烏克蘭西部的村落，隸屬利沃夫州桑比爾區魯德基市鎮，位於利維夫西南方約52公里，德羅霍貝奇北方約52公里，始建於1600年，面積0.55平方公里，海拔高度277米，2001年人口172，人口密度每平方公里312.73人。